# Nyugat-afrikai Államok Gazdasági Közössége
A Nyugat-Afrikai Államok Gazdasági Közössége (francia: Communauté économique des États de l'Afrique de l'Ouest; CEDEAO; angol: ECOWAS) egy regionális politikai és gazdasági unió Nyugat-Afrikában, amely 2023-ban tizenöt országból áll.
Békefenntartó szervezetként is szolgál, a tagállamok időnként közös katonai erőket küldenek a térség tagállamaiba, amikor valahol politikai instabilitás és nyugtalanság alakul ki.

## Előzmények
Az egyesülés előfutára a francia Nyugat-Afrika gyarmatának felbomlása után a Nyugat-afrikai Vámunió (Union Douanière de l'Afrique de l'Ouest; UDAO) volt, amelyet 1959. június 9-én hoztak létre. 1966-ban az UDAO a Nyugat-Afrikai Államok Vámuniója (Union Douanière des États de l'Afrique de l'Ouest; UDEAO) átfogó szervezetté alakult. Az UDEAO 1970. május 21-i bamakói csúcstalálkozóján ezt formálisan feloszlatták, de 1973-ban ismét elhatározták egy nyugat-afrikai gazdasági közösség (Communauté Economique de l'Afrique de l'Ouest; CEAO) megalapítását.
A Nyugat-Afrikai Gazdasági Közösséget 1975. május 28-án alapították a lagosi szerződés aláírásával, és 1976-ban lépett hatályba. 1978-ban megnemtámadási jegyzőkönyv, 1981. május 29-én pedig az ECOWAS Monitoring Group (ECOMOG) megállapodása jött létre a közös védelemről.
Az 1993. július 24-én a Cotonouban megkötött, felülvizsgált szerződés hivatalosan felváltotta a Lagosi Szerződést, és új jogalapra helyezte az ECOWAS-t. Az egyesülés célja a gazdasági integráció kiterjesztése. Az idők folyamán újabb célok is felkerültek, például a fokozatos politikai integráció, amely egy közös nyugat-afrikai bíróság és egy közös nyugat-afrikai parlament létrehozásában 2001-ben történt meg. 
Az ún. eco, mint közös nyugat-afrikai valuta legutóbb elhatározott bevezetését 2004 után 2009-re halasztották, majd később újra halasztották, 2020-ra, majd 2027-re.
Niger, Mali és Burkina Faso bejelentették, hogy 2024. január 28-án kilépnek a szervezetből, ami példátlan esemény az ECOWAS megalakulása óta, különösen azt állítva, hogy a szervezet nem kapott segítséget a terrorizmussal szemben, és azzal vádolják, hogy az ECOWAS idegen hatalmak befolyása alá tartozik.

## Szervek és intézmények
- ECOWAS-bizottság (The ECOWAS Commission), amelyet 1977 és 2006 között Végrehajtó Tanácsnak neveztek, Abujában (Nigéria) székel; [7]
- ECOWAS parlament (The ECOWAS Parliament), Abujában, Nigériában;[8]
- A Közösségi Bíróság Abujában, Nigériában;[9]
- EBID Fejlesztési Bank (ECOWAS Bank for Investment and Development), székhelye Loméban (Togo);[10]
- Nyugat-afrikai Egészségügyi Szervezet Bobo-Dioulassóban (Burkina Faso);[11]
- A nyugat-afrikai pénzmosás és terrorizmus finanszírozása elleni többoldalú csoport (The Inter-Governmental Action Group against Money Laundering and Terrorism Financing in West Africa) székhelye Dakarban (Szenegál).[12]

## Tagállamok
Az ECOWAS a 2020-as évek elején tizenöt államból áll:
- Benin,
- Burkina Faso (2022. január 28-án a katonai puccs miatt felfüggesztették a tagságát),
- Gambia,
- Ghána,
- Guinea (2021. szeptember 8-án a katonai puccs miatt felfüggesztették a tagságát),
- Bissau-Guinea,
- Elefántcsontpart,
- Zöld-foki Köztársaság,
- Libéria ,
- Mali (2021. május 30.-i katonai puccs miatt felfüggesztették a tagságot),
- Niger (katonai puccs)
- Nigéria,
- Szenegál,
- Sierra Leone,
- Togo.

| Ország                 | Terület (km2) | Népesség (ezer fő) | GDP (nominális) (millió USD)</br> GDP (nominális) (millió USD) | GDP (PPP) (millió nemz. $)</br> GDP (PPP) (millió nemz. $) | Valuta    | Hivatalos nyelv |
| ---------------------- | ------------- | ------------------ | -------------------------------------------------------------- | ---------------------------------------------------------- | --------- | --------------- |
| Zöld-foki Köztársaság  | 4 033         | 521                | 1 603                                                          | 3 413                                                      | escudo    | portugál        |
| Gambia                 | 11 295        | 1 991              | 939                                                            | 3 344                                                      | dalasi    | angol           |
| Guinea                 | 245 857       | 12 609             | 6 699                                                          | 15 244                                                     | frank     | Francia         |
| Bissau-Guinea          | 36 125        | 1 844              | 1 057                                                          | 2 685                                                      | CFA frank | portugál        |
| Libéria                | 111 369       | 4 503              | 2 053                                                          | 3 762                                                      | dollár    | angol           |
| Mali                   | 1 240 192     | 17 600             | 12 747                                                         | 35 695                                                     | CFA frank | Francia         |
| Szenegál               | 196 712       | 15 129             | 13 610                                                         | 36 625                                                     | CFA frank | Francia         |
| Sierra Leone           | 72 300        | 6 453              | 4 215                                                          | 10 127                                                     | Leone     | angol           |
| ECOWAS A zóna összesen | 1 917 883     | 60 550             | 42 923                                                         | 110 895                                                    | —         | —               |

| Ország                 | Terület (km2) | Népesség (ezer fő) | GDP (nominális) (millió USD)</br> GDP (nominal) (millió USD) | GDP (PPP) (millió nemz. $)</br> GDP (PPP) (millió nemz. $) | Valuta    | Hivatalos nyelv |
| ---------------------- | ------------- | ------------------ | ------------------------------------------------------------ | ---------------------------------------------------------- | --------- | --------------- |
| Benin                  | 114 763       | 10 880             | 8 291                                                        | 22 377                                                     | CFA frank | Francia         |
| Burkina Faso           | 272 967       | 18 106             | 10 678                                                       | 30 708                                                     | CFA frank | Francia         |
| Ghána                  | 238 533       | 27 410             | 37 543                                                       | 115 409                                                    | cedi      | angol           |
| Elefántcsontpart       | 322 463       | 22 702             | 31 759                                                       | 79 766                                                     | CFA frank | Francia         |
| Niger                  | 1 267 000     | 19 899             | 7 143                                                        | 19 013                                                     | CFA frank | Francia         |
| Nigéria                | 923 768       | 211 400            | 481 066                                                      | 1 093 921                                                  | Naira     | angol           |
| Togo                   | 56 785        | 7 305              | 4 088                                                        | 10 667                                                     | CFA frank | Francia         |
| ECOWAS B zóna összesen | 3 196 279     | 277 502            | 580 568                                                      | 1 371 861                                                  | —         | —               |